# Gia Lộc (huyện)
Gia Lộc là một huyện cũ thuộc tỉnh Hải Dương, Việt Nam.

## Địa lý
Huyện Gia Lộc nằm ở phía tây nam của tỉnh Hải Dương, có vị trí địa lý:
- Phía đông giáp huyện Tứ Kỳ
- Phía tây giáp huyện Bình Giang và huyện Thanh Miện
- Phía nam giáp huyện Ninh Giang
- Phía bắc giáp thành phố Hải Dương và huyện Cẩm Giàng.

Huyện Gia Lộc có diện tích 99,70 km², dân số năm 2018 là 115.617 người, mật độ dân số đạt 1.160 người/km².
Địa hình Gia Lộc là đồng bằng, đất nông nghiệp chiếm 67% diện tích. Về giao thông, đường 17 chạy qua địa phận huyện và đường thủy trên sông Thái Bình. Đây cũng là địa phương có đường cao tốc Hà Nội – Hải Phòng đi qua.

## Hành chính
Huyện Gia Lộc có 15 đơn vị hành chính cấp xã trực thuộc, bao gồm thị trấn Gia Lộc (huyện lỵ) và 14 xã: Đoàn Thượng, Gia Phúc, Gia Tiến, Hoàng Diệu, Hồng Hưng, Lê Lợi, Nhật Quang, Phạm Trấn, Quang Đức, Thống Kênh, Thống Nhất, Toàn Thắng, Yết Kiêu, Gia Khánh.

## Lịch sử
Gia Lộc là huyện ở trung tâm địa dư của tỉnh Hải Dương. Cũng như các huyện khác, trong tiến trình lịch sử, huyện có nhiều lần thay đổi địa danh và địa giới. Quốc sử ghi rằng, Gia Lộc (嘉 祿) thời Lý Trần có tên là huyện Trường Tân (長 津), thuộc lộ Hồng. Tấm bia cổ nhất của huyện, hiện còn ở chùa Sùng Thiên, thôn Thị Đức, xã Nhật Tân, có niên hiệu Khai Hựu thứ 3, Tân Mùi (1331) cũng ghi như vậy. Theo Đại Nam nhất thống chí, đến thời Quang Thuận năm thứ 10 (1469), khi định lại bản đồ, đổi Trường Tân thành Gia Phúc (嘉 福), thuộc phủ Hạ Hồng, nhưng cũng cần lưu ý rằng, đời Lê Nhân Tông, niên hiệu Diên Ninh (1454-1459) đã có sự thay đổi địa danh, nên một số di vật đương thời đã ghi tên huyện Gia Phúc. Đến thời vua Quang Trung (1788-1792) vì tránh húy của cha ông (là Hồ Phi Phúc) mà đổi thành Gia Lộc, địa danh này tồn tại cho đến nay.
Cuối thế kỷ XIX, theo yêu cầu của nhà nước đương thời, huyện nhận của Tứ Kỳ các xã: Phan Xá, Đàm Xá, Phong Lâm, Lý Dương, Lỗi Dương (Trình Xá), nay các xã này thuộc xã Gia Lương, Hoàng Diệu; cắt chuyển về Thanh Miện các xã Đoàn Lâm, Đoàn Tùng, Tùng Xá, các xã này nay thuộc xã Thanh Tùng và Đoàn Tùng.
Năm 1800 có 9 tổng, 85 xã.
Năm 1900 có 9 tổng, 78 xã, theo tài liệu kiểm kê dân số năm đó có 55.850 khẩu.
Năm 1974, do nhu cầu mở rộng thị xã Hải Dương, các thôn Phúc Duyên, Bá Liễu, Bảo Tháp của xã Tân Hưng được sáp nhập vào thị xã. Huyện Gia Lộc khi đó gồm có 25 xã: Đoàn Thượng, Đồng Quang, Đức Xương, Gia Hòa, Gia Khánh, Gia Lương, Gia Tân, Gia Xuyên, Hoàng Diệu, Hồng Hưng, Lê Lợi, Liên Hồng, Nghĩa Hưng, Nhật Tân, Phạm Trấn, Phương Hưng, Quang Minh, Tân Hưng, Tân Tiến, Thạch Khôi, Thống Kênh, Thống Nhất, Toàn Thắng, Trùng Khánh, Yết Kiêu.
Năm 1979, hợp nhất với huyện Tứ Kỳ, thành huyện Tứ Lộc thuộc tỉnh Hải Hưng.
Ngày 28 tháng 6 năm 1994, chuyển xã Nghĩa Hưng thành thị trấn Gia Lộc.
Từ ngày 27 tháng 1 năm 1996, hai huyện lại được tách ra và mang tên như trước đó.
Ngày 19 tháng 3 năm 2008, các xã Tân Hưng, Thạch Khôi được sáp nhập vào thành phố Hải Dương.
Ngày 16 tháng 10 năm 2019, Ủy ban thường vụ Quốc hội ban hành Nghị quyết số 788/NQ-UBTVQH14 về việc sắp xếp các đơn vị hành chính cấp huyện, cấp xã thuộc tỉnh Hải Dương giai đoạn 2019–2021 (nghị quyết có hiệu lực từ ngày 1 tháng 12 năm 2019). Theo đó:
- Chuyển hai xã Gia Xuyên và Liên Hồng về thành phố Hải Dương quản lý
- Sáp nhập xã Phương Hưng vào thị trấn Gia Lộc
- Sáp nhập các xã Gia Hòa và Trùng Khánh vào xã Yết Kiêu.

Ngày 24 tháng 10 năm 2024, Ủy ban Thường vụ Quốc hội ban hành Nghị quyết số 1250/NQ-UBTVQH15 về việc sắp xếp đơn vị hành chính cấp xã của tỉnh Hải Dương giai đoạn 2023 – 2025 (nghị quyết có hiệu lực từ ngày 1 tháng 12 năm 2024). Theo đó:
- Thành lập xã Gia Tiến trên cơ sở xã Gia Lương và xã Tân Tiến.
- Thành lập xã Gia Phúc trên cơ sở xã Gia Khánh và xã Gia Tân.
- Thành lập xã Nhật Quang trên cơ sở xã Nhật Tân và xã Đồng Quang.
- Thành lập xã Quang Đức trên cơ sở xã Quang Minh và xã Đức Xương.

Huyện Gia Lộc có 1 thị trấn và 13 xã như hiện nay.

## Kinh tế - xã hội
Trong lĩnh vực công nghiệp, huyện có khu công nghiệp Gia Lộc với diện tích 198 ha với nhiều nhà máy xí nghiệp đang được thi công.
Gia Lộc hiện có nhiều các công ty đang hoạt động sản xuất như Thạch Rau Câu Long Hải, HaViNa, Bánh Đậu Xanh, chợ Ô tô Hải Dương Lưu trữ ngày 7 tháng 4 năm 2013 tại Wayback Machine...
Về lĩnh vực nông nghiệp, chủ yếu trồng lúa, các loại rau, khoai tây, tỏi, ớt, hoa đào v.v. với nguồn nước phong phú. Rau quả, táo, dưa hấu Gia Lộc được tiêu thụ cho thị trường trong tỉnh và các tỉnh phía nam. Tại xã Thống Nhất có Viện Cây lương thực Lương Đình Của (Bộ Nông nghiệp và Phát triển nông thôn).

### Làng nghề
Huyện Gia Lộc nằm ở phía Bắc tỉnh Hải Dương có nhiều làng nghề, nghề phụ. Trong đó có không ít các làng nghề xưa có nguy cơ mai một như mây tre đan, nghề rèn, thêu ren. Các làng nghề thuộc nhóm mộc, chế biến thực phẩm, đóng giày, nghề mới... vẫn hoạt động có hiệu quả. Các làng nghề xưa, nghề mới, ngành nghề phụ tại huyện:
- Làng nghề đóng giày Phong Lâm (Hoàng Diệu)
- Làng nghề mây tre đan thôn Chằm (Gia Lộc)
- Nghề đóng giày thôn Nghĩa Hy (Hoàng Diệu)
- Nghề mộc, thêu ren thôn Gạch (Yết Kiêu)
- Nghề trồng hoa đào Phúc Mại (Gia Phúc)
- Ấp con giống gia cầm Thượng Bì (Yết Kiêu)
- Chài lưới, đan lưới Hạ Bì (Yết Kiêu)
- Làng nghề mộc ở Đức Đại (thị trấn Gia Lộc)
- Làng nghề bún Đông Cận (Gia Tiến)
- Làng nghề đóng giày Trúc Lâm (Hoàng Diệu)
- Làng nghề bún Tam Lương (Gia Tiến)
- Gò rèn, thêu thôn Ngà (thị trấn Gia Lộc)
- Làng nghề rèn, thêu ở Đồng Tái (Thống Kênh)
- Chế biến thực phẩm thị trấn Gia Lộc
- Có nghề bún bánh Đông Hào, Bóng (Quang Đức)
- Làng nghề đóng giày Văn Lâm (Hoàng Diệu).

### Giáo dục
- Trường mẫu giáo: 26 trường
- Trường phổ thông: 4 trường

### Y tế
Bệnh viện Đa khoa Gia Lộc: thị trấn Gia Lộc.

## Văn hóa
Huyện có đền thờ Yết Kiêu tại xã Yết Kiêu, quê hương của ông. Ngoài ra còn có đền thờ Nguyễn Chế Nghĩa tại Thị trấn Gia Lộc.
Đền Đươi thờ Bà Nguyên Phi Ỷ Lan tại xã Thống Nhất và ở Đồng Bào, xã Gia Xuyên và đình chùa thờ Đông Hải đại vương.
Đình Lãng Xuyên ở xã Gia Phúc thờ thành hoàng làng là Quỳnh Lang công chúa có công giúp Hai Bà Trưng đánh giặc. Di tích đã được xếp hạng cấp Quốc gia.
Gia Lộc có di tích Đình An Tân - xã Gia Tân cũng được xếp hạng di tích lịch sử cấp Quốc gia.

## Giao thông
Các tuyến đường liên xã trong huyện được bê tông hoá và rải nhựa. Rất thuận lợi cho việc giao thương và di chuyển.
Có nhiều tuyến đường quan trọng chạy qua như đường 5B mới nối Hải Phòng và Hà Nội (là đường cao tốc chỉ dành cho xe ô tô).
Đường Quốc lộ 38B nối Hải Dương với Ninh Bình đi qua các xã Quang Đức, Nhật Quang, Đoàn Thượng, Toàn Thắng và thị trấn Gia Lộc. 
Đường Quốc lộ 37 chạy từ cảng Diêm Điền (Thái Thụy, Thái Bình) nối huyện Gia Lộc với khu đô thị phí tây Thành phố Hải Dương và nối liền hai đường 5A (cũ) và 5B (mới) Hà Nội – Hải Phòng.

## Danh nhân
- Trương Hanh (chữ Hán: 張亨, 1200-?), là người đỗ đệ nhất giáp kỳ thi Thái học sinh năm Kiến Trung thứ 8 (Nhâm Thìn, 1232)
- Đoàn Thượng thời cuối nhà Lý, đầu nhà Trần.
- Yết Kiêu thời nhà Trần, bộ tướng của Trần Hưng Đạo
- Nguyễn Chế Nghĩa thời nhà Trần
- Anh em Vũ Văn Uyên và Vũ Văn Mật, các tướng của nhà Hậu Lê thời Lê-Mạc phân tranh (1533-1592).
- Phạm Trấn, trạng nguyên năm 1556.
- Đỗ Quang (1807-1866), đỗ tiến sĩ năm 1832, quan nhà Nguyễn.
- Lê Thanh Nghị (1911-1989), phó Thủ tướng Chính phủ của Việt Nam từ năm 1960 đến 1980.